# Équipe de Saint-Christophe-et-Niévès féminine de volley-ball
L'équipe de Saint-Christophe-et-Niévès de volley-ball féminin est composée des meilleures joueuses christophiennes sélectionnées par la Fédération christophienne de volley-ball. Elle est actuellement classée au 74e rang mondial par la Fédération internationale de volley-ball au 15 janvier 2010.

## Sélection actuelle
Sélection pour les qualifications aux Championnats du monde 2010.

Entraîneur : Steadroy Collins  ; entraîneur-adjoint : Hance Richards 

## Palmarès et parcours

### Palmarès
Néant.